# 变质作用

变质作用

变质作用（英語：metamorphism）是指岩石在基本上处于固体状态下，受到温度、压力及化学活动性流体的作用，发生矿物成分、化学成分、岩石结构与构造变化，而使岩石轉換成變質岩的整個地质作用。
岩石隨所處的溫度與壓力環境不同，而受不同的變質作用。產生變質作用的營力主要就是「熱」和「壓力」。岩石受熱可以形成新的礦物，或產生再結晶的作用；壓力則會使岩石中礦物間的空隙減小，產生原子排列更緊密的新礦物，或者促成再結晶作用，也會使礦物間產生排列，形成葉理構造。此外，當變質作用發生時，常有一些岩石本身孔隙中的液體或氣體，會在固態岩石礦物間充當取代反應的介質，促進變質作用的化學反應；有時這些流體還可以提供一些新的成分，因而影響了變質岩的化學成分。

## 熱力變質作用

熱力變質作用：岩漿侵入而產生的變質作用

熱力變質作用，又稱接觸變質作用。當岩漿沿地殼的裂縫上升，在岩漿侵入岩體周圍，溫度可達攝氏一千度，其因為高溫，而發生熱力烘焙作用，使圍岩在化學成分基本不變的情況下，出現重結晶作用和化學作用（交代作用）。

## 動力變質作用
岩塊沿斷層面位移產生高壓，導致岩石顆粒變的扁平，並且重新排列。這種由壓力造成的岩石變質作用，改變岩石質地，當岩石的礦物則較小變化，甚至無變化。在斷層帶上經常可見此種變質作用。

## 區域變質作用
當岩石圈受強烈的擠壓力變形，使區域內的岩石因而變的得短和厚。隨著地殼深度增加，溫度和壓力也相應地增加，使岩石礦物得以重新結晶和以垂直方式重新排列。